# Lateef Crowder

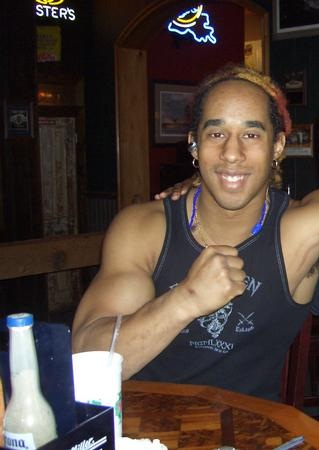
Lateef Crowder (2009)

Lateef Crowder Dos Santos (* 23. November 1977) ist ein brasilianischer Schauspieler, Kampfkünstler und Stuntman, der vor allem in Martial-Arts-Filmen mitwirkt. Er ist seit 2000 Mitglied des Stunt-Teams ZeroGravity, bei YouTube ist er auch unter dem Pseudonym Inmate 451 bekannt.

## Leben
Santos besitzt langjährige Erfahrung mit der brasilianischen Kampfkunst Capoeira, die er auch in diversen Martial-Arts-Filmen vorführt. So war Santos im Film Revenge of the Warrior – Tom Yum Goong in einem Kampf mit Tony Jaa zu sehen. Bekannt ist Lateef Crowder auch durch die Rolle des Eddy Gordo im Film Tekken. Daneben kämpfte er in dem Film Undisputed 3 gegen Scott Adkins. Er war außerdem in dem Kurzfilm Mortal Kombat Rebirth von Regisseur Kevin Tancharoen zu sehen. Weiterhin trat er in Filmen wie Sucker Punch, The Expendables und Double Tap sowie im Videospiel Call of Duty: Modern Warfare 3 als Stuntman auf. Im Film Breaking Dawn – Biss zum Ende der Nacht, Teil 2 hatte er eine Gastrolle.

## Filmografie (Auswahl)
- 2005: Revenge of the Warrior – Tom Yum Goong (ต้มยำกุ้ง)
- 2009: Tekken
- 2009: The Book of Eli
- 2010: Undisputed III: Redemption
- 2010: Mortal Kombat: Rebirth
- 2014: Falcon Rising